# Carlo Francesco Nuvolone

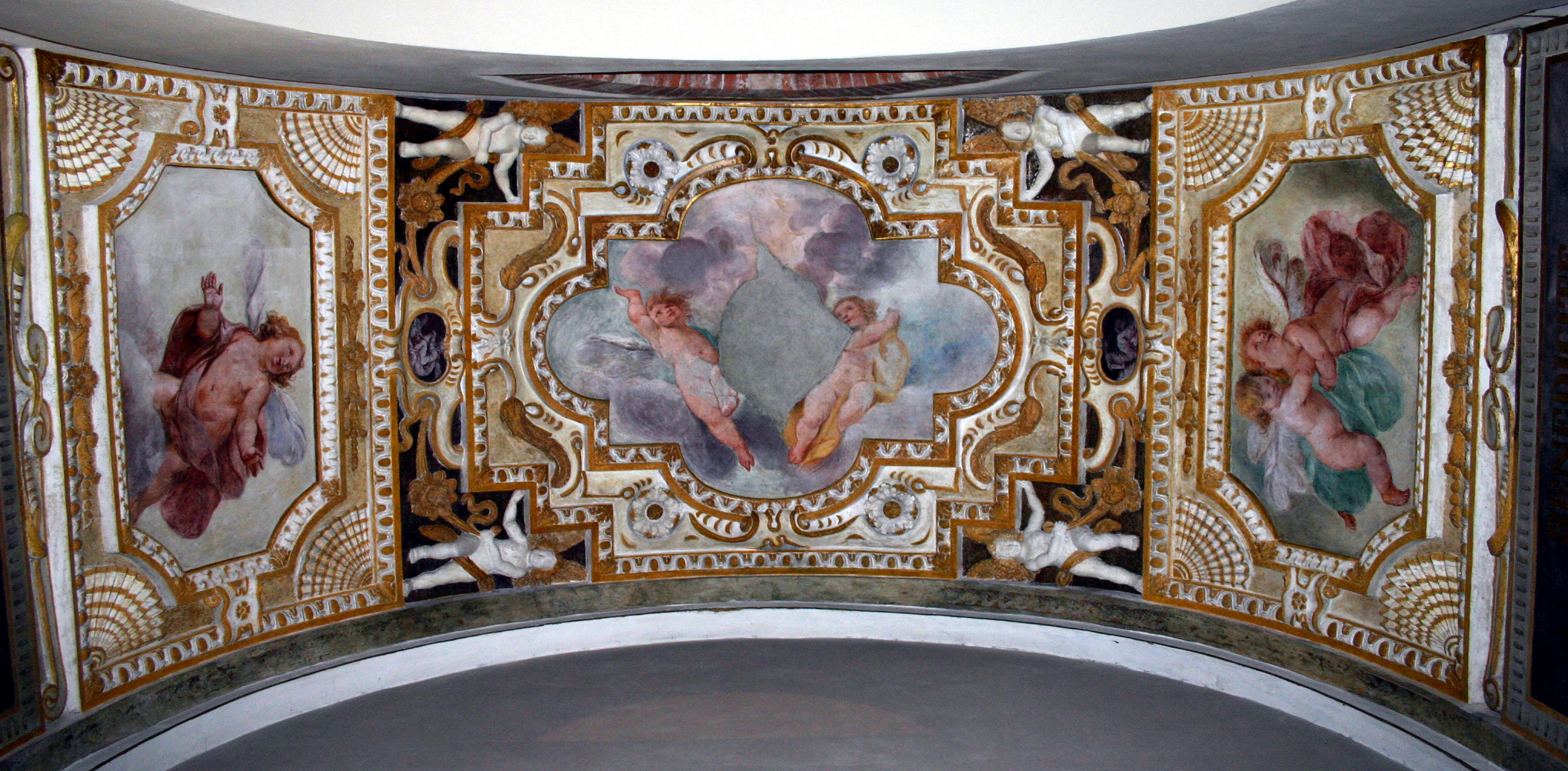
Angeli in gloria, bazylika św. Ambrożego w Mediolanie

Carlo Francesco Nuvolone (ur. 1608 w Cremonie, zm. 1662 Mediolanie) – włoski malarz barokowy, przedstawiciel szkoły lombardzkiej.
Syn malarza Panfilo Nuvolone. Studiował u Giovanniego Battisti Crespi (il Cerano) w Accademii Ambrosiana w Mediolanie.